# Polaris Music Prize

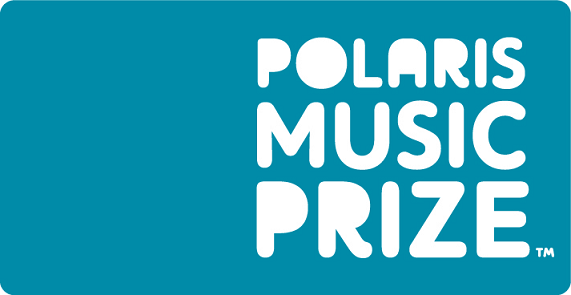
Polaris Music Prize

Polaris Music Prize är ett kanadensiskt musikpris som tilldelas årligen sedan 2006 för det bästa kanadensiska fullängdsalbumet helt utifrån artistiska meriter.

## Vinnare
- 2006: Final Fantasy – He Poos Clouds
- 2007: Patrick Watson – Close to Paradise
- 2008: Caribou – Andorra
- 2009: Fucked Up – The Chemistry of Common Life
- 2010: Karkwa – Les Chemins de verre
- 2011: Arcade Fire – The Suburbs
- 2012: Feist – Metals
- 2013: Godspeed You! Black Emperor – Allelujah! Don't Bend! Ascend!
- 2014: Tanya Tagaq Gillis – Animism
- 2015: Buffy Sainte-Marie – Power in the Blood
- 2016: Kaytranada – 99.9%
- 2017: Lido Pimienta – La Papessa
- 2018: Jeremy Dutcher – Wolastoqiyik Lintuwakonawa
- 2019: Haviah Mighty – 13th Floor
- 2020: Backxwash – God Has Nothing to Do with This Leave Him Out of It
- 2021: Cadence Weapon – Parallel World